# Корженівський Осип Іванович
Осип Іванович Корженівський[джерело?] (пол. Józef Korzeniewski, 19 березня 1806 — 21 травня 1870) — вчений в галузі хірургії та інфекційних хвороб, лікар, доктор медичних наук, викладач Віленського університету (1827–1832).

## Життєпис
Народився на території сучасного Слуцького району Мінської області. Навчався у Несвіжській гімназії та на медичному факультеті Віленського університету, де захистив докторську дисертацію «Conspectus nosologicus exanthematum» (Вільно, 1829).
У 1832 році отримав місце помічника професора при хірургічній клініці Віленської медико-хірургічної академії. В 1834 році — там ад'юнкт-професор. У 1838 році — екстраординарний професор і тоді ж був посланий для наукових занять за кордон. Повернувшись у 1840 році, був призначений професором та директором Віленської хірургічної клініки. Після 1842 року займався хірургічною практикою. Вважався найкращим хірургом Литви свого часу.
Автор кількох наукових праць з медицини та хірургії: «Desmurgia s. chirurgiae pars de variis adminiculis deligatoriis» (Вільно, 1837); «De ossibus fractis tratatus in discentium usum» (Вільно, 1837) та інших.
Похований на цвинтарі Расу у Вільні.